# József Németh
József Németh, madžarski feldmaršal, * 1888, † 1961.